# 丸亀製麺

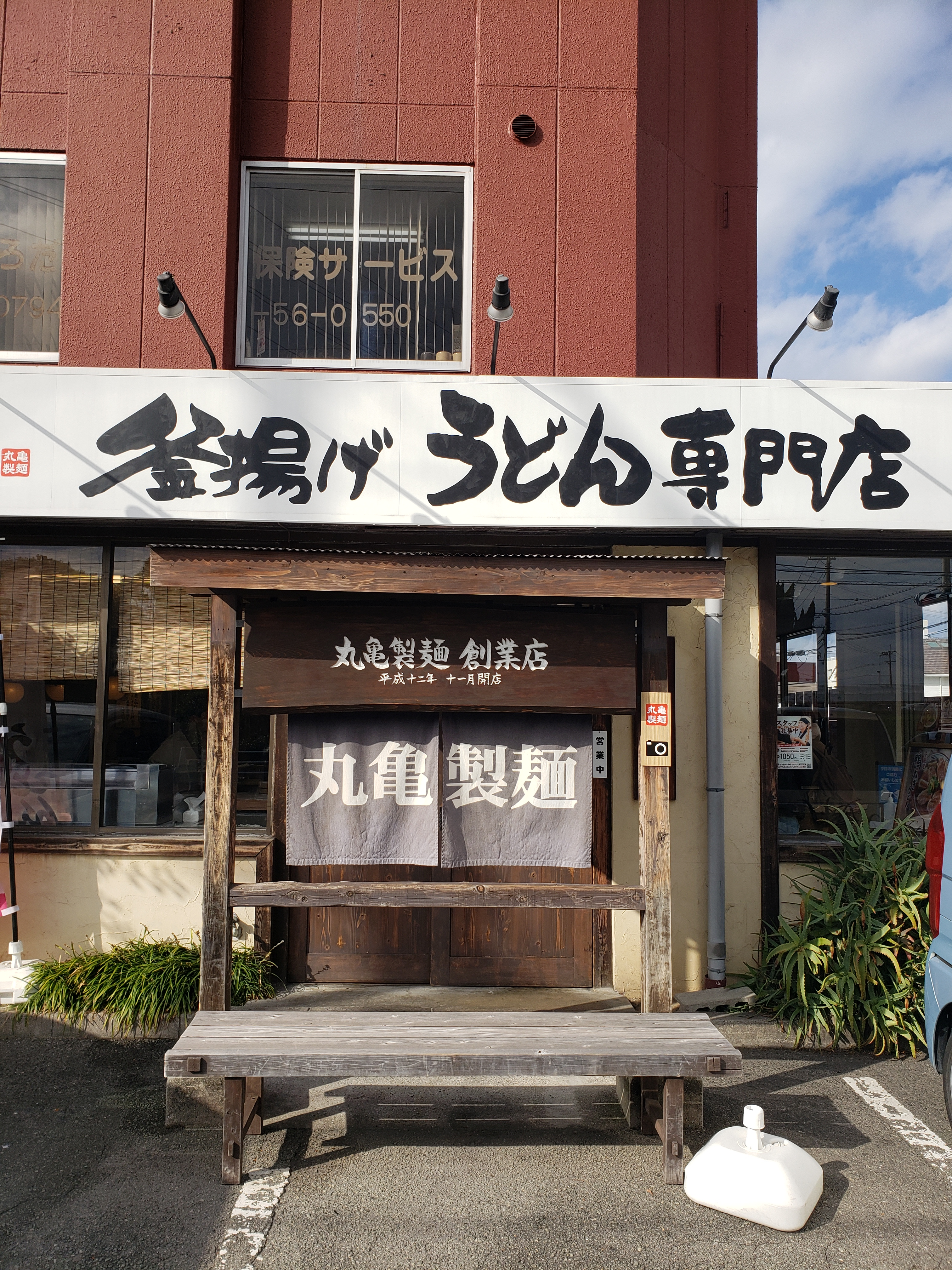
兵庫県加古川市に現存する、丸亀製麺1号店の入口にある、記念撮影用の看板。

株式会社丸亀製麺（まるがめせいめん）は、うどん専門飲食店を経営するトリドールホールディングス傘下の企業、およびその店舗ブランド。東京都渋谷区道玄坂の渋谷ソラスタ19階に本社を置く。
当初はトリドールが直営する一ブランドであったが、2016年の会社分割を経て株式会社丸亀製麺となった。釜揚げうどん等を店内で製麺・調理し低価格で提供する直営多店舗展開を行っている。
2021年6月までは東京都と兵庫県神戸市の2本社体制であったが、現在は東京本社に一本化されている。トリドールは兵庫県加古川市発祥の企業で、丸亀製麺の1号店も加古川市に出店している。
社名および店名は「丸亀」であるが、香川県丸亀市発祥の企業ではなく、同地に店舗も存在しない（#名称の由来を参照）。丸亀市には麺類の製造販売を行う「丸亀製麺株式会社」が1969年から2023年まで存在したが、本項で扱う「丸亀製麺」とは無関係である。

## 概要
うどん専門店の「丸亀製麺」は、焼鳥ファミリーダイニング「とりどーる」などを運営するトリドールの2000年代後半以降における主力業態である。
2000年（平成12年）11月にセルフうどん業態を導入した1号店「丸亀製麺加古川店」を兵庫県加古川市に開店した ことをはじめに、街道沿いの郊外型ロードサイド店舗を中心に、ショッピングモール内のフードコートや都心部向けのビルイン店舗などを積極的に出店している。店舗看板や公式ウェブサイトでは「讃岐釜揚げうどん 丸亀製麺」「釜揚げ讃岐うどん 丸亀製麺」「セルフ釜揚げうどん 丸亀製麺」など、特徴部分のキャッチコピーと店舗名が併記されている。
2000年代後半以降、トリドールは丸亀製麺の大量出店を進めた。その理由として従来はうどん・そば市場は寡占化が進まず産業集約が遅れていたことや、うどん専門でガリバー企業を目指したチェーンストアがなく、大量出店を継続し経営基盤を拡充することで同社が圧倒的なトップリーダーになる可能性があり、強い意向で達成するためとしている。2000年代後半からの出店攻勢により、2009年（平成21年）11月時点で同業大手のはなまるうどんの店舗数（約270店）を抜いてセルフうどん市場における店舗数第1位（321店）となった。
2011年（平成23年）5月9日に「丸亀製麺 沖縄美里店」を新規開店したことで、うどん店業界としては初となる全47都道府県への出店を達成した。
2018年（平成30年）3月時点での店舗数が、国内外で計1,000店を達成した。2018年度からは「こころのうどん 丸亀製麺」のキャッチフレーズを使用し、CMでは新たに制作されたサウンドロゴも導入した。

### 名称の由来
店名および社名の「丸亀製麺」は、トリドールの創業者である粟田貴也が2000年に丸亀市を訪れ、うどんを出来たてで食べさせる製麺所に客が列を成している様子を見て、「丸亀」を冠したうどん店を発案したことが由来となっている。粟田は実父が香川県坂出市の出身で、幼い頃から讃岐うどん文化に慣れ親しんできた。「もっと讃岐うどん文化を広めたい」との思いから、坂出市に隣接し讃岐うどんの聖地とされる丸亀市にちなんで「丸亀製麺」と名付け、より洗練した形にパッケージしたセルフ式うどん専門店の展開を始めたという。他にうどん専門店にこだわった理由として、ヘルシーで低価格であり、客層が広く家族連れや高齢者1人の来店頻度も高いことなどを挙げている。
丸亀市には、いわゆる製麺所タイプのセルフうどん店「丸亀製麺」（1969年創業）があったが、その存在をトリドールが知ったのは「丸亀製麺」出店後だったという。

#### 「讃岐うどん」の表示
「讃岐うどん」の名称使用について条件を満たす必要があるのは、全国公正取引協議会連合会が定める「生めん類の表示に関する公正競争規約及び公正競争規約施行規則」 に基づき、「名産」「特産」「名物」「本場」などの文言を表示する場合のみ、指定の品質基準を満たす必要があるが、それ以外の場合は制限がないため、この条件に該当しない丸亀製麺が「讃岐うどん」の名称を使用したり「讃岐」をイメージさせる店名を名乗ること自体は問題がない。

#### 海外での名称
日本国外における読みは「MARUKAME」（マルケーム）としており「MARUGAME」（マルゲーム）としなかったのは、英語圏では「GAME」が「ゲーム」と読まれる可能性があることと、英語話者にとっては読みづらいという理由による。同じ読みの地名は香川県東かがわ市の「丸亀島」（まるかめじま）という無人島に存在する。アメリカ合衆国ハワイ州にあるワイキキ店では正式名称を「SEIMEN（製麺）」から「UDON」に変更しているが、理由として日本国外で「うどん」の単語は英語化されて馴染みがあり、うどん専門店であることをアピールするためとしている。その後、ワイキキ店の看板は2023年10月に「MARUGAME UDON」に変更。現地の人に「マルガメ」と読まれていることがわかったためという。

#### 香川県内への出店
前述の通り丸亀市には店舗はなく、香川県全体でも高松市に1店舗が存在するのみである（2022年7月時点）。
香川県内の店舗のうち、2012年1月に最初に進出したイオンモール高松（高松市香西本町）のフードコート内店舗は、かつて「亀坂製麺」として営業していた。香川県には丸亀市内に「丸亀製麺」と同名別企業の「丸亀製麺株式会社」という製麺所が存在することから、デベロッパー側から店名変更を依頼されたことが理由であった。
同じ香川県でも2012年1月11日に開店した丸亀製麺栗林公園店（高松市室新町）からは「丸亀製麺」として開業し、イオンモール高松の店舗も後に「丸亀製麺」に変更された。その後、栗林公園店は2015年1月18日に、イオンモール高松店は2022年2月27日に それぞれ閉店し、香川県内における店舗は同年2月28日以降、高松レインボー通り店の1店舗のみとなっている。栗林公園店はトリドール直営の珈琲店が居抜き出店している。
2022年4月、トリドールホールディングスは丸亀市との間で地域活性化包括連携協定を締結した。同社は離島振興などに取り組むとしている。
2024年11月、丸亀製麺は丸亀市の離島である広島に研修施設「心の本店」を開業した。同社はこの研修施設にて従業員に対して「三つ星」の研修及び試験の会場として使用すると共に親子うどん作り体験教室などを開催して、同島の交流人口増加にも貢献したいとしている。

### 本社・事業所
- 本社 - 東京都渋谷区道玄坂1丁目21-1 渋谷ソラスタ19階[1]（トリドールホールディングス本社）

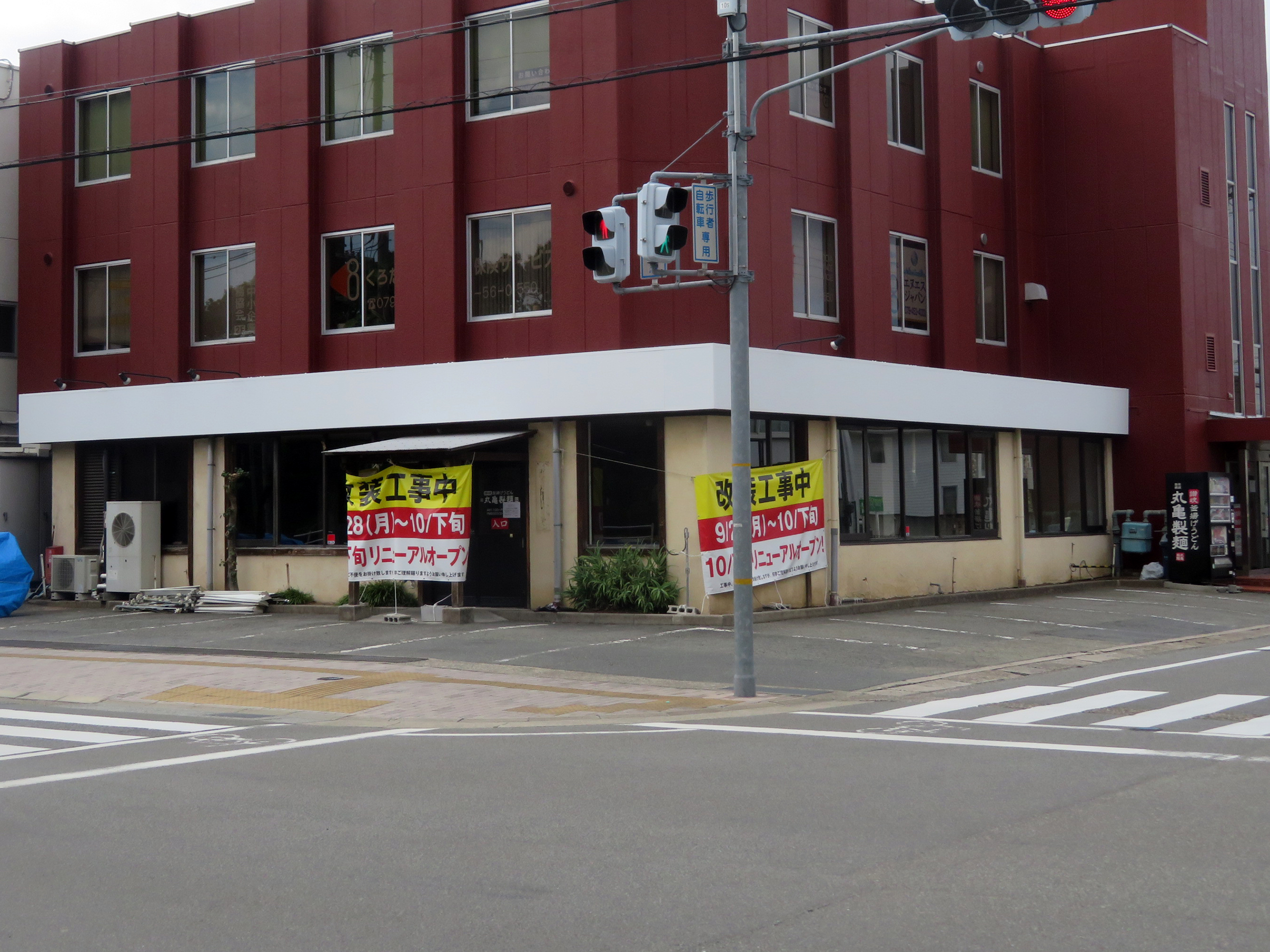
改装工事中の加古川店（2020年10月）
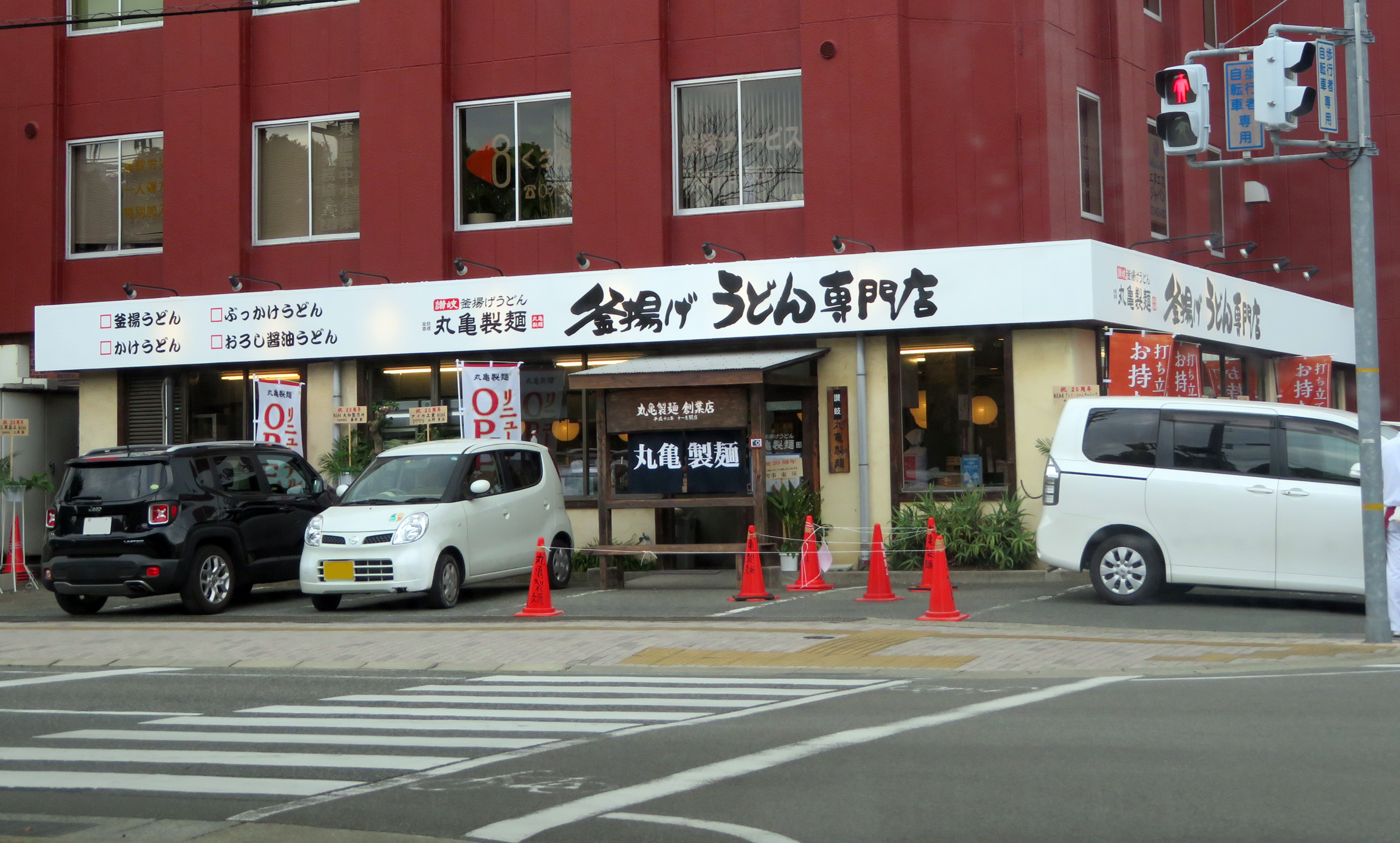
丸亀製麺1号店の加古川店（改装後）
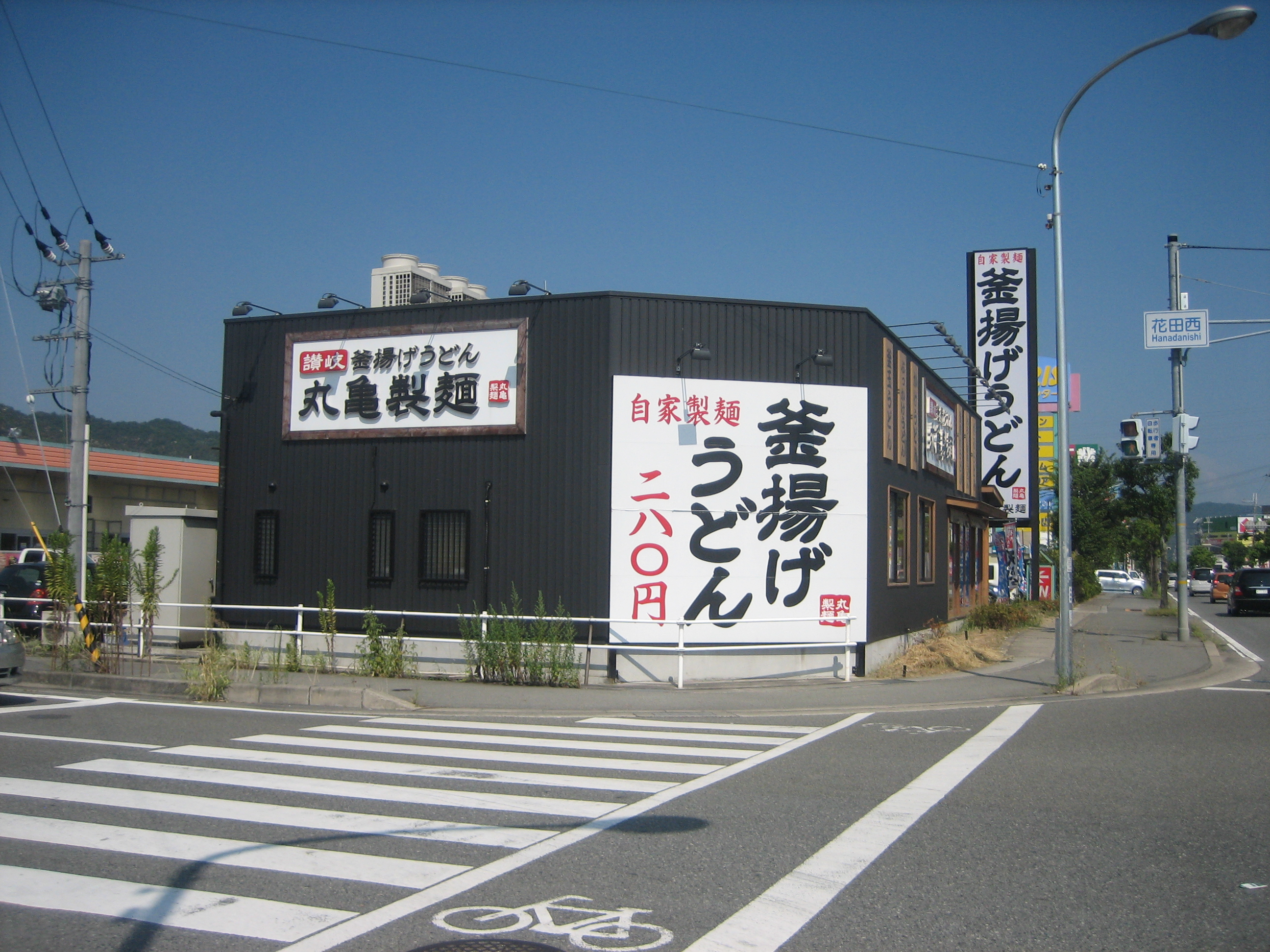
低価格をアピールした店舗看板（姫路花田店）（2010年）
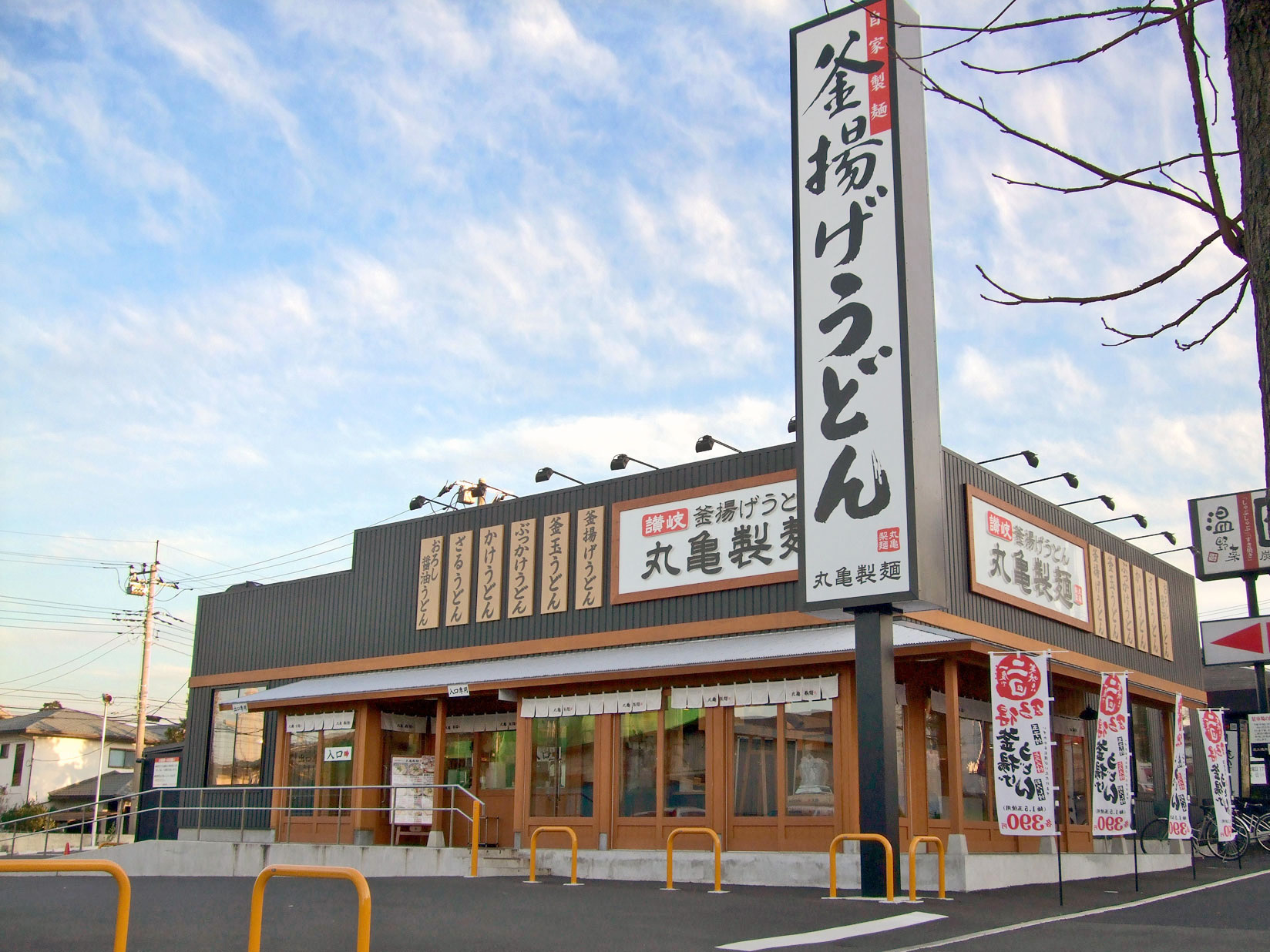
郊外型ロードサイド店舗の例（松戸二十世紀が丘店）
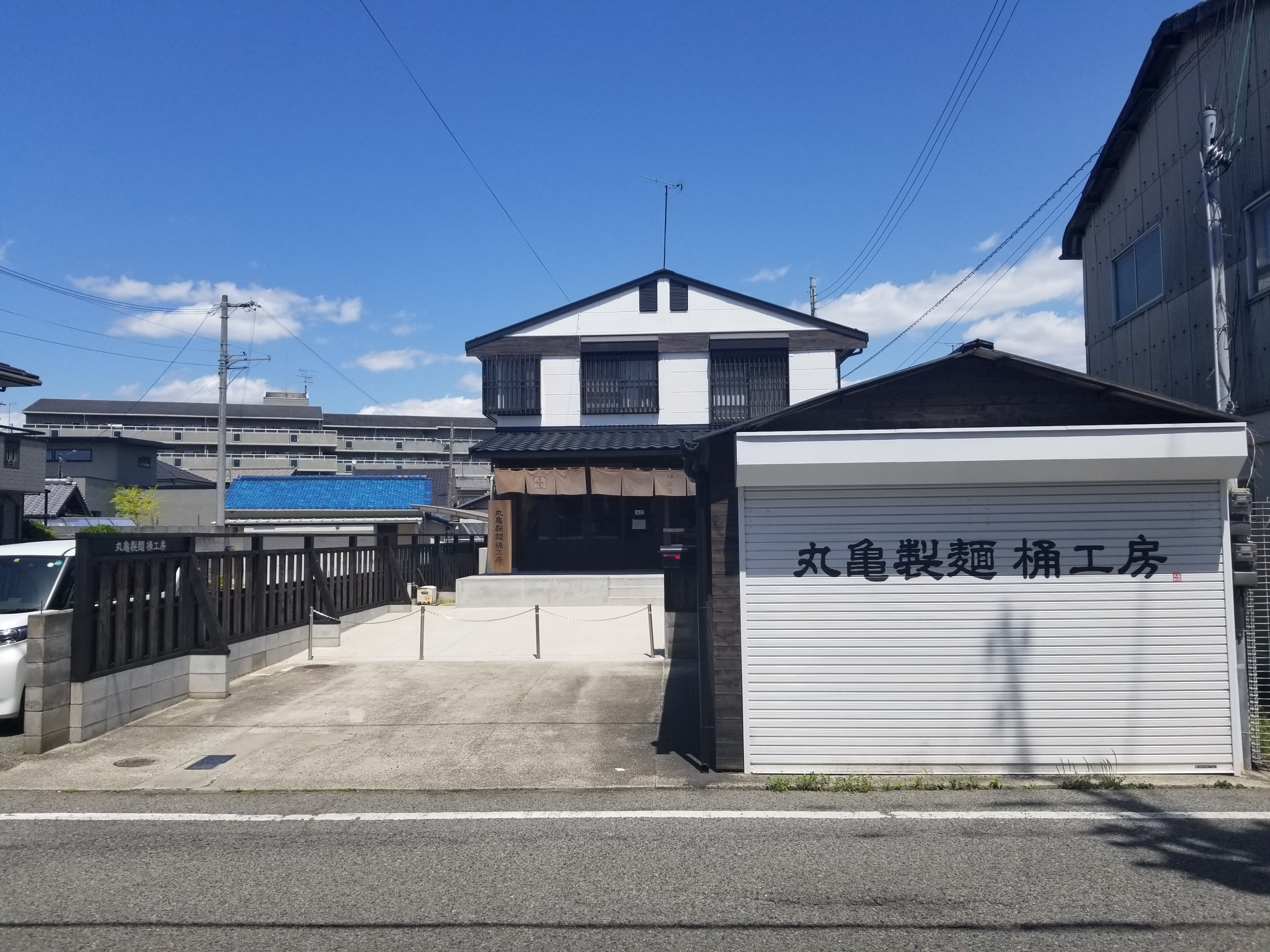
丸亀製麺桶工房。1号店の加古川店近くにあり、店舗で用いる桶の修繕を行う[27][28][29]。

## 沿革

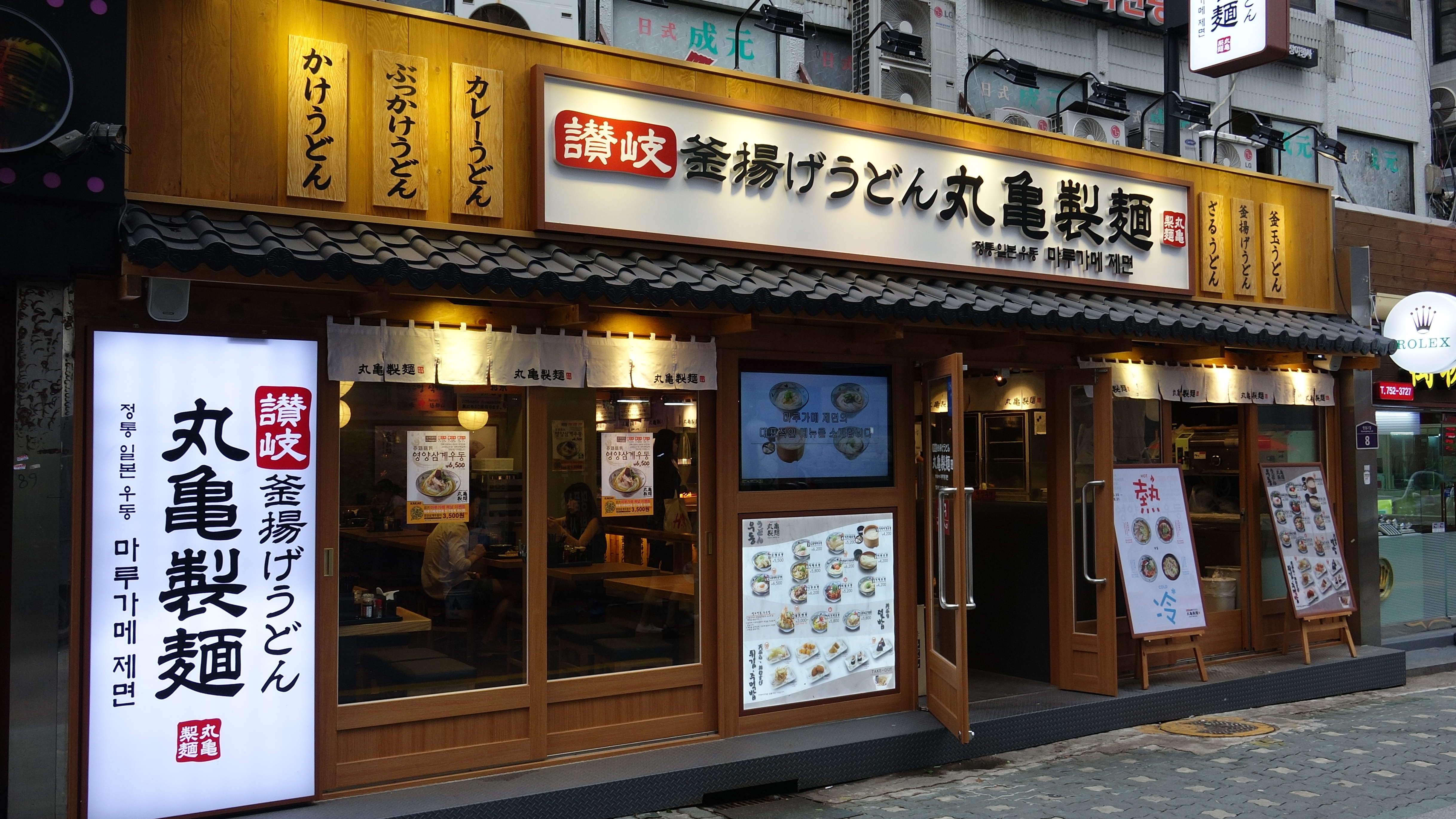
海外店舗
丸亀製麺 明洞店（韓国ソウル特別市）

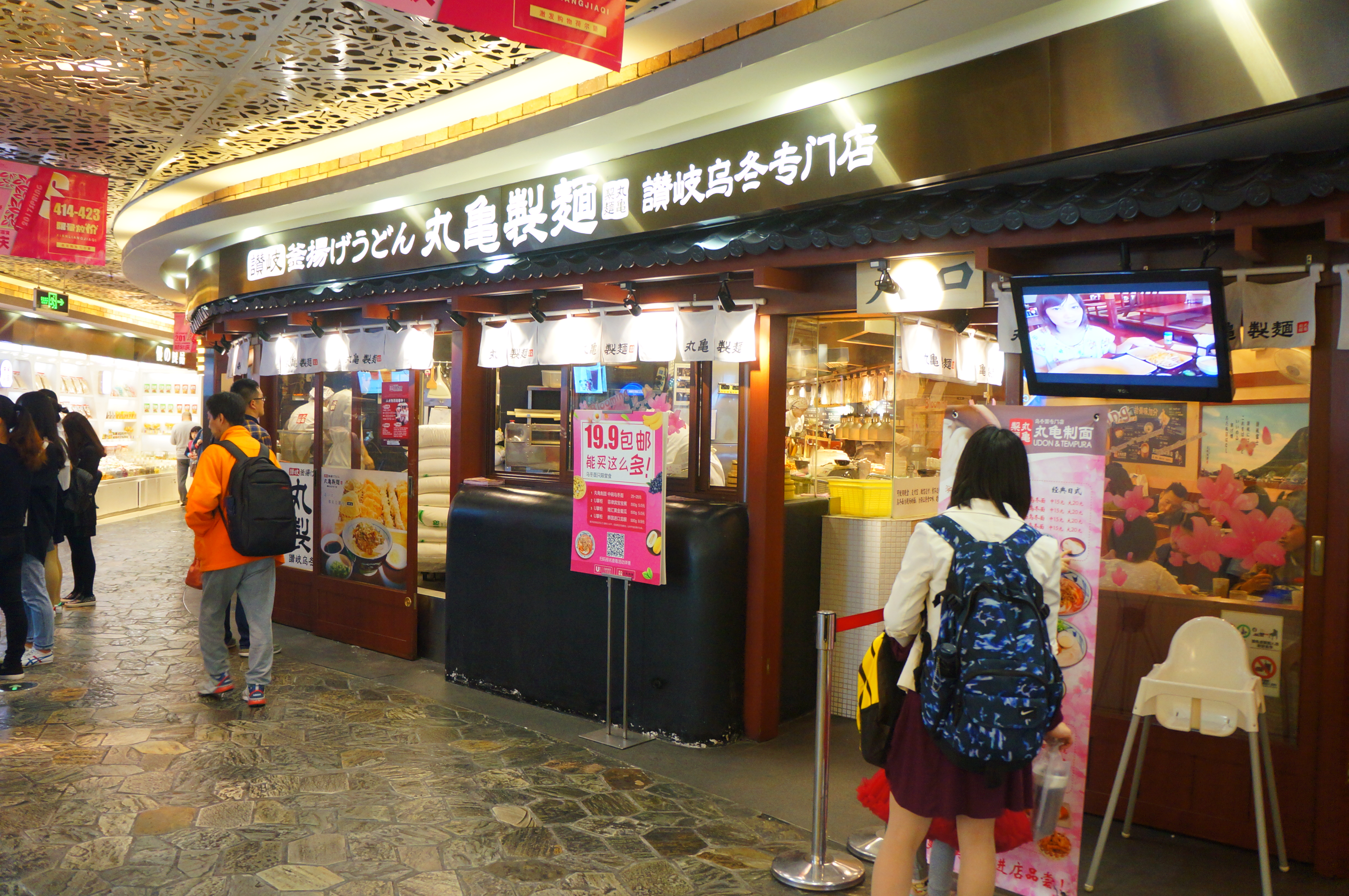
海外店舗
丸亀製麺 五角場店（中国上海市）

- 2000年（平成12年）11月 - 1号店の加古川店がオープン[6]。
- 2009年（平成21年）7月25日 - 日本国外へ進出する準備として、現地法人の子会社「TORIDOLL USA CORPORATION」を設立[30]。
- 2010年（平成22年）
  - 3月 - 農林水産省主催の第18回優良外食産業表彰「国産食材安定調達部門」で農林水産大臣賞を受賞[31]。小麦消費量のうち86%（2008年度概算）を外国産小麦に頼っている日本において、主力業態であるセルフ讃岐うどん「丸亀製麺」は、厳選した100%国産小麦の使用や、トッピングのネギやかき揚げのタマネギにおいても国産に限定して使用するなど、安定的な国産食材調達への取り組みが評価された[31]。　現在は公式ウェブサイトで産地情報を公開しており、外国産の素材も積極的に採用している。
  - 4月下旬 - 販促キャンペーン「丸亀製麺のこだわり札」を期間限定で実施。うどん1杯につき「こだわり札」が1枚貰え、10枚集めると釜揚げうどん（並）1杯と交換できた。「こだわり札」のデザインは10種類あり、釜揚げうどんやかきあげ、半熟玉子天など商品のこだわりが書かれており、ランダムに配布されていた。
- 2011年（平成23年）
  - 米国ハワイのワイキキマーケットプレイス内に、TORIDOLL USAが「MARUKAME UDON ワイキキ店」の店舗名で、3月に出店を予定[32] していたが、予定より少し遅れた同年4月1日に同所で「MARUKAME UDON Waikiki Shop」を開店した[33]。オープン直後から全店での売上1位の記録を達成し、10年以上経過した2022年3月現在でもこの座を維持している[34]。
  - 7月8日 - 社長の粟田貴也が香川県丸亀市から「文化観光大使」に任命される[35]。任期は2年間。
- 2012年（平成24年）12月 - 韓国・ソウルに初進出[36]。
- 2013年（平成25年）
  - 1月5日 - 中国・香港に初進出[37]。
  - 2月1日 - ロシア・モスクワ市に「ノヴォクズネツカヤ」店で初進出[38]。
  - 4月7日 - ざるうどんを食べた客から「ざるの裏側にカビが生えていたと苦情があり、同年5月9日、謝罪文を公式ウェブサイトに掲載した[39][40]。その後は一旦商品から「ざる」を無くし、商品名を「つけうどん」に変更した後、同年7月にプラスチック製ざるに変更して復活させた。
  - 5月 - 国内全店舗の店長をパートタイマーに任せる方針を明らかにした[41]。
  - 6月 - 丸亀製麺が、米国ロサンゼルスの人気うどん店「丸亀MONZO（もんぞう）」に対し、店名に「丸亀」を使用しないよう要請する旨の内容証明郵便を送った[42]。
- 2014年（平成26年）6月 - イオンモール名古屋茶屋のフードコートに「MARUGAME UDON」の店舗ブランドで出店、海外メニューを取り扱うことがある[43][44]。
- 2016年（平成28年）
  - 3月 - ファン参加型イベント「丸亀製麺試食部」の開催を始める。
  - 3月31日 - 株式会社トリドール分割準備会社を設立[1]。
  - 6月 - 松葉公園店（愛知県名古屋市）で期間限定メニュー「麦とろ牛ぶっかけうどん」を食べた客18名が下痢や嘔吐など食中毒症状を訴え、保健所から営業停止処分を受ける[45]。
  - 10月1日 - 株式会社トリドール分割準備会社が、株式会社トリドールへ商号変更[1]。
- 2017年（平成29年）7月4日 - 株式会社トリドールが、株式会社トリドールジャパンへ商号変更[1]。
- 2020年（令和2年）4月1日 - 株式会社トリドールジャパンが、株式会社丸亀製麺へ商号変更[1]。
- 2021年（令和3年）
  - 6月3日 - 本店所在地が兵庫県神戸市中央区小野柄通7丁目1番1号より現在地へ移転。
  - 6月8日 - NTTドコモと提携して、dポイントを導入[46]。
  - 7月26日 - イギリス・ロンドンに初進出。ヨーロッパ（ロシアを除く）での1号店となる[47][48]。
  - 8月15日 - 韓国から撤退。撤退の理由について運営会社のトリドールは、日韓貿易紛争により同国内で発生した日本製品不買運動の影響ではなく、新型コロナウイルス感染症の流行により、韓国政府が同国内の飲食店に対して行っていた営業制限が長期化したことが原因としている[49]。
- 2022年（令和4年）3月31日 - ロシアから撤退。撤退の理由について運営会社のトリドールは2月に発生したロシアによるウクライナ侵攻により、現地での食材調達が困難になったことが原因としている[50]。撤退後、トリドールとフランチャイズ契約を結んでいたロシアの企業が、屋号を「マル」に変更し、ブランドとノウハウを無断で使用し営業を続けている[51]。
- 2023年（令和5年）
  - 3月23日 - 楽天ペイメントと提携して、楽天ポイントカードを導入[52]。
  - 5月23日、諫早店にて、持ち帰り用に販売したカップ容器うどんに、カエルが混入する問題が発生したと発表。混入していたのは、「丸亀シェイクうどん」シリーズの中の、「ピリ辛担々サラダうどん」に混入していた。生野菜を扱う取引先の全工場において立ち入り検査を実施。一部商品については、一時販売を休止。X（旧Twitter）でのキャンペーンも急きょ中止となった[53][54]。
- 2024年（令和6年）
  - 2月24日 - カナダ・バンクーバーに初進出[55]。
  - 5月31日 - dポイント・楽天ポイントの取り扱いを終了[56]。

## メニュー

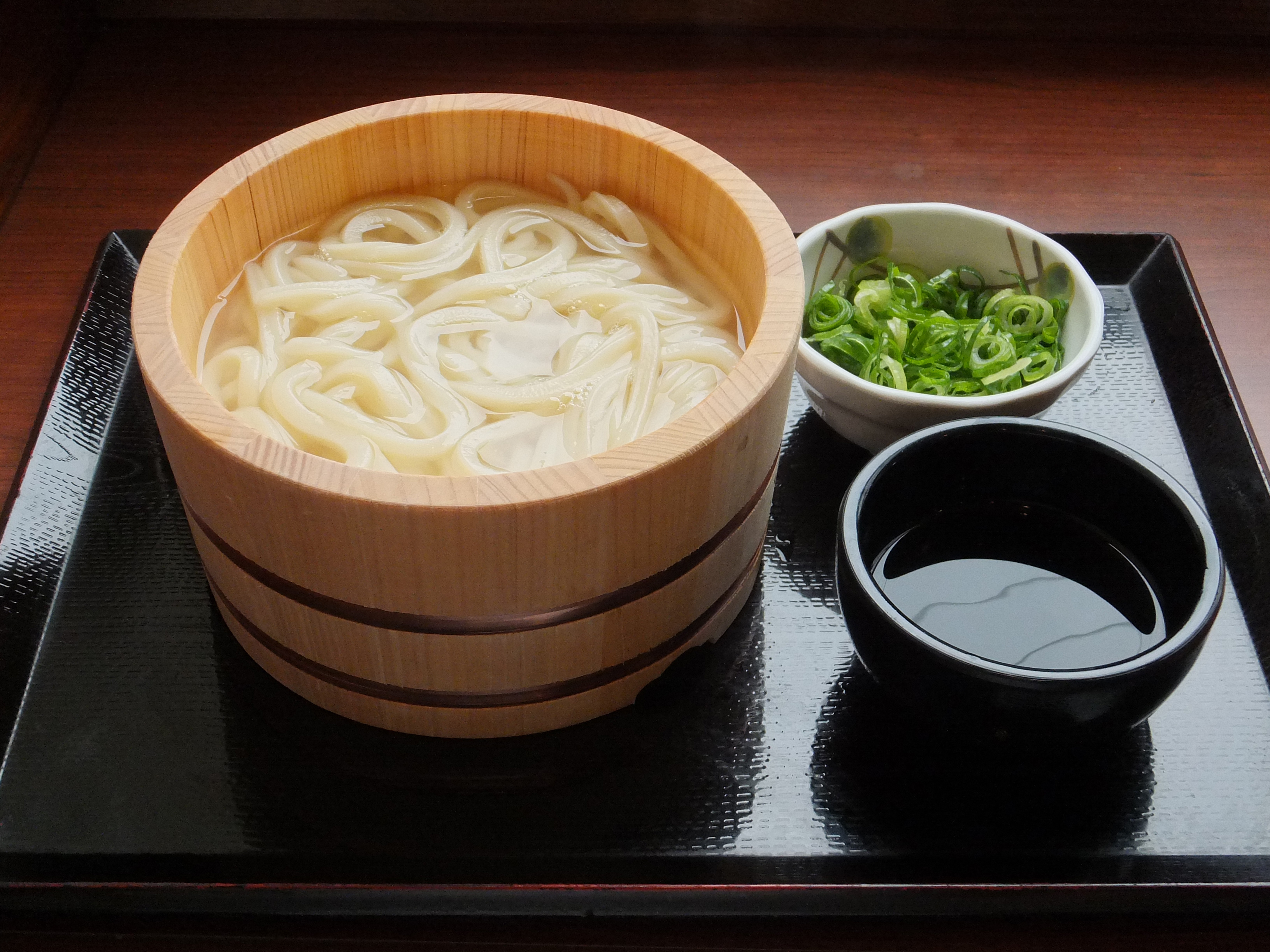
釜揚げうどん

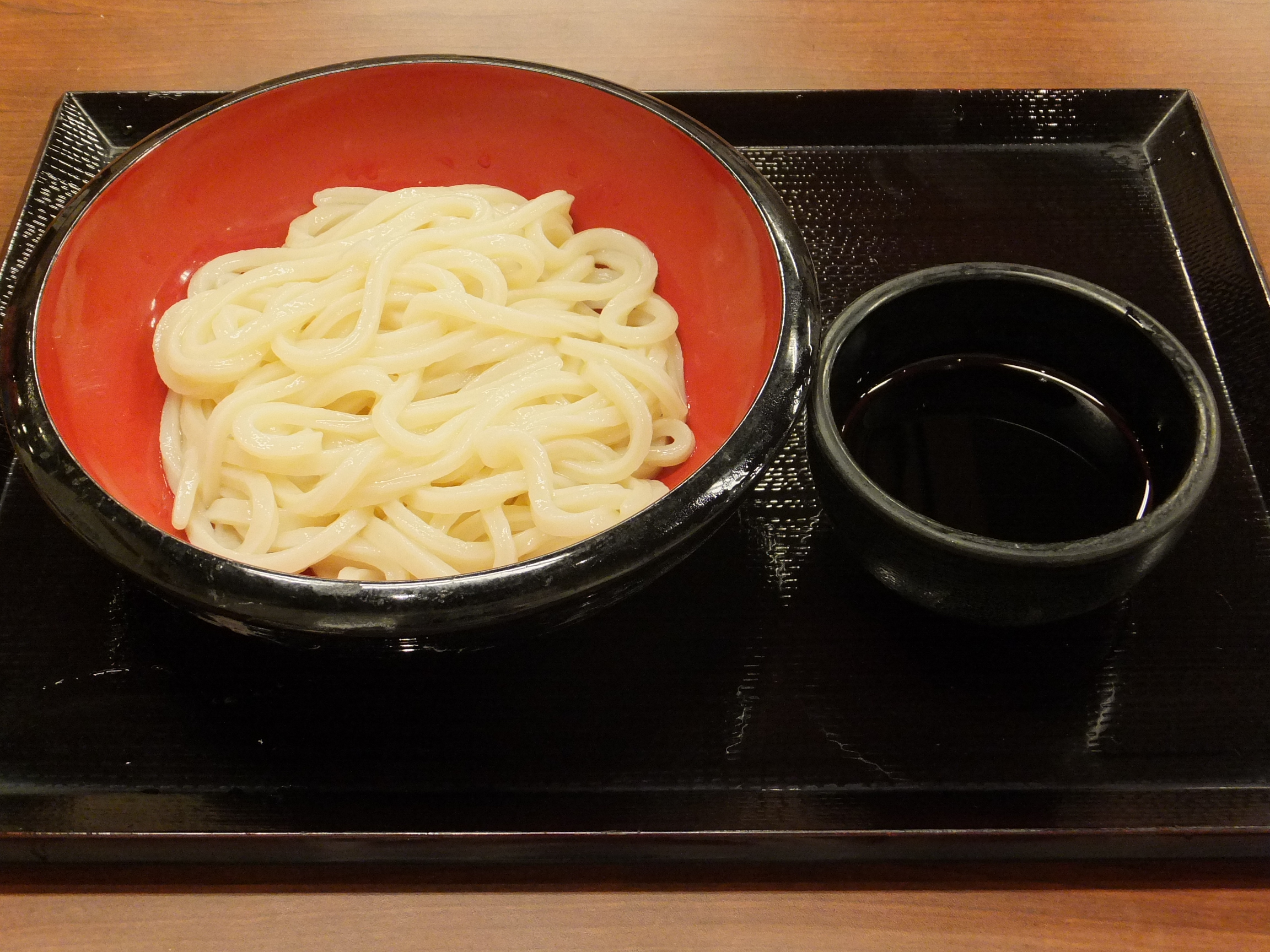
ざるうどん

うどんは打ちたてを謳い、全店舗で製麺機を導入して店内で自家製麺を行なっており、うどん用の小麦粉は100%日本国内産（北海道産）を用いている。製麺機は大半の店舗が大和製作所 のもので、一部はさぬき麺機の製麺機を使用している店舗がある。どちらも香川県のメーカーであり、讃岐うどんを製麺するのに適した機械である。
麺は「茹でたて」を謳っている が、客を待たせないなどの理由で茹で置きを行う場合もあり、その際は鮮度を保つために20分以上経ったものは商品として出さない方針としている。かけうどんの出汁は、北海道産の上質な真昆布と宗田節、鰹節、ムロ節などをブレンドした削り節を加えて作る白だしをベースに、しょうゆやみりん、砂糖などから作る2種類の「かえし」を加えたもので、だしサーバー、あるいはスタッフに声をかけることで、自由におかわりすることが可能となっている。また、麺が水切りの際に傷つくのを防ぐため、ザルではなく独自の水切り機で水を切っている。
看板商品の釜揚げうどんをはじめ、かけうどんやぶっかけうどん、釜玉うどんなどのうどんメニューと、天ぷら（素材により産地は異なる）やおにぎり（国産）などのサイドメニューから構成されている。トッピングではネギ（中国産他）とショウガ（中国産他）、天かす（アメリカ産他）、すりごま（エチオピア、ナイジェリア産他）などが一部店舗を除き入れ放題である。またかけうどんの出汁はサーバーから自由に好きなだけ入れることができる（一部店舗を除く）。天ぷらも各種揃えて充実しており、一番人気の野菜かき揚げは、玉ねぎ（中国産他）、にんじん（中国産他）、かぼちゃ（ニュージーランド産他）などを専用の器具を用いて直径約8センチメートルにし、高さのある形状に揚げたもので名物化している。他にかしわ天（とり天、タイ産他）などがある（一部店舗を除く）。
大晦日（12月31日）には天ぷらの売り上げが伸びることから大晦日限定の天ぷらを販売している。また、当日に限りうどんの販売は行わず、持ち帰り用の天ぷらのみを販売する店舗もある。
2023年には、「シェイクうどん」を発売し、3日で20万食売れ話題となった。
丸亀製麺では、英語圏ではぶっかけうどんを「B.K.」と表記している。これは、「Bukkake」がアダルト用語として認知されていることから、表記を変更したものである。
2024年6月25日に「うどーなつ」発売、生地にうどんと特製白だしを混ぜて作ったドーナツ。2025年4月現在、「きび糖味」と「チョコ味」の二種類を販売している。

## アニマルウェルフェア
トリドールホールディングスはアニマルウェルフェア（家畜福祉）の方針を示しており、トリドールホールディングスのグループ会社である丸亀製麺では、2022年度時点で10店舗においてケージフリーの卵が使用されている。

## テレビ番組
- 日経スペシャル カンブリア宮殿（テレビ東京）
  - 日本一のうどんチェーン！急成長の秘密は"常識破り経営"にあり！（2013年4月25日）[69]
  - 外食・大量閉店時代でも躍進！ 知られざる丸亀製麺のサバイバル術（2020年9月17日）[70]
- 日経スペシャル ガイアの夜明け（テレビ東京）
  - "外食王"に俺はなる！～「うどん」負けられない闘い～（2024年11月29日）[71]

## CM出演者
- 武井壮（2014年）
- 小沢真珠（2015年）
- クマムシ（2015年）
- 檀れい（2015年 - 2018年）[72]
- 松岡茉優（2018年 - 2019年）[73]
- 斉藤慎二（ジャングルポケット）（タル鶏天ぶっかけ）
- 藤本敏史（FUJIWARA）（牛山盛りうどん）
- 山内健司（かまいたち）（牛肉ひらたけしぐれ煮ぶっかけ）
- ゆりやんレトリィバァ（うま辛担々うどん）
- 宮川大輔（牡蠣づくし玉子あんかけ）
- 斎藤司（トレンディエンジェル）（満福かに玉あんかけ）
- 森本レオ（2019年、2022年） ナレーション
- 清野菜名（2019年 - ）
- 田所あずさ（2020年）
- 木村良平（2020年）
- 西山こころ（2021年）
- TOKIO（2021年 - ）
- 泉川実穂（2021年 - ）
- 上戸彩（2022年 - ）
- 原菜乃華（2023年 - ）（丸亀シェイクうどん）
- パワーパフボーイズ（2023年 - ）（丸亀シェイクうどん）

## 書籍

### 関連書籍
- 『丸亀製麺はなぜNo.1になれたのか？ 非効率の極め方と正しいムダのなくし方』（著者:小野正誉）（2018年9月1日、祥伝社）ISBN 9784396616618
- 『「丸亀製麺」で学んだ 超実直！史上最高の自分のつくりかた』（著者:小野正誉）（2019年9月28日、ゴマブックス）ISBN 9784814920877
- 『丸亀製麺のすごい働き方』（著者:小野正誉）（2021年10月16日、秀和システム）ISBN 9784798061030